# Baltic Ace
El MV Baltic Ace fue un portavehículos Ro-Ro con bandera de las Bahamas hundido en el Mar del Norte el 5 de diciembre de 2012 tras una colisión contra el buque portacontenedores registrado en Chipre Corvus J. Construido por Stocznia Gdynia en Polonia, el barco había estado en servicio desde 2007.

## Hundimiento
El 5 de diciembre de 2012, el Baltic Ace chocó contra el buque portacontenedores Corvus J en el Mar del Norte mientras navegaba desde Zeebrugge, (Bélgica) a Kotka, (Finlandia) con un cargamento de unos 1.400 automóviles Mitsubishi que probablemente se dirigían al mercado ruso. El incidente tuvo lugar a unos 40-50 kilómetros (25-31 millas) de la costa holandesa al sur de Róterdam en una de las rutas marítimas más transitadas del mundo a las 18:15 GMT. Según un representante de la compañía naviera, la causa del accidente fue probablemente un error humano.
Tras la colisión, el Baltic Ace empezó a hacer agua, se escoró y se hundió en 15 minutos en aguas poco profundas. Según el capitán del barco, el Corvus J probablemente chocó contra el Baltic Ace en el costado, donde los tanques vacíos que forman un doble costado tienen solo 1,3 metros de ancho, inundando rápidamente las cubiertas de carga. El Corvus J sufrió graves daños y su proa se dobló, pero no corrió peligro de hundirse, participando en el rescate de supervivientes.

## Rescate
Las complicaciones meteorológicas, con olas de tres metros y nieve, dificultaron la operación de rescate. Cuando la búsqueda de supervivientes se reanudó al día siguiente, se confirmó la muerte de cinco de los 24 miembros de la tripulación. Seis seguían desaparecidos. Trece miembros de la tripulación, incluido el capitán polaco del barco, fueron rescatados de balsas salvavidas por helicópteros o recogidos por barcos cercanos. Según la Guardia Costera de los Países Bajos, la posibilidad de encontrar más supervivientes era «prácticamente nula» y la búsqueda de los miembros de la tripulación desaparecidos, que podrían haber quedado atrapados en el interior del naufragio, se suspendió al día siguiente del accidente.
El número de víctimas final fue de once tripulantes.
El reflote del pecio se completó en septiembre de 2015.